# Max Deutsch
Pour les articles homonymes, voir Deutsch.
Max Deutsch, né le 17 novembre 1892 à Vienne et mort le 22 novembre 1982 dans le 8e arrondissement de Paris, est un compositeur, chef d'orchestre et professeur de composition franco-autrichien. Élève d'Arnold Schönberg, il a formé à son tour plus de trois cents musiciens venus du monde entier (boursiers de l'UNESCO) à la Nouvelle Musique longtemps en privé puis, à la Sorbonne (Paris-IV) dès 1970-71, et enfin, à partir de 1972, à l'École normale de musique de Paris.

## Biographie
Max Deutsch est né à Vienne (Autriche) dans une famille juive. Il est impressionné enfant par la personnalité de Johannes Brahms (mort en 1897) et de Gustav Mahler (mort en 1911). 
Il est élève d'Arnold Schönberg, à Vienne, avant la Première Guerre mondiale. Il suit Schönberg à Amsterdam en 1921 et devient son assistant. Il est alors actif dans le Verein für musikalische Privataufführungen (Association pour les exécutions musicales privées) fondé en 1918 par Schönberg. Il déménage en 1922 à Berlin, où il dirige l'Orchestre Blüthner. Stanislavski lui commande une œuvre : ce sera le mélodrame Schach (Jeu d'échecs) pour chœur parlé et ensemble instrumental. Il compose également la musique des films Le Trésor (Der Schatz, 1923) et La Rue sans Joie (Die freudlose Gasse, 1925) de Georg Wilhelm Pabst. Il appartient en politique au mouvement spartakiste.
Il s'installe à Paris en 1924. En 1925, il fonde le théâtre Der Jüdische Spiegel (Le miroir juif) à Paris, d'où furent lancés de nombreux compositeurs, tels que Arnold Schönberg, Anton Webern et Alban Berg. Il se lie d'amitié avec Georges Bernanos et Jean Cassou. Il est également proche de Tristan Tzara, Jean Cocteau et Vladimir Jankelevitch. Dès 1927, il s'engage pour la diffusion de la musique de Schönberg à Paris, tentant en vain - alors qu'il en avait réuni les financements - d'y faire la création française des Gurre Lieder.
Engagé volontaire dans la Légion étrangère en 1939, il est démobilisé en novembre 1940 après avoir été retenu plusieurs mois dans sa caserne comme juif et étranger. Pendant la guerre, Max Deutsch est caché, avec son épouse Charlotte (dite Lili) (1899-1994), à Juillac en Corrèze, chez Henriette de Joyet et sa nièce Janine Romagny , et y est actif dans la Résistance. Il témoigne à la fin de la guerre en faveur du Préfet de Corrèze qui le protégea durant l’Occupation des dénonciations dont il fut l’objet à plusieurs reprises. Il garde des liens avec la famille de Joyet après la guerre.    
Après la Seconde Guerre mondiale, il poursuit inlassablement ses efforts en faveur de la musique de son maître et de la Deuxième école de Vienne, tout en se consacrant à l'enseignement de la musique suivant les principes de Schönberg, à savoir la musique sérielle principalement, mais sans aucune exclusive. Il enregistre en 1948 la première exécution suisse des Cinq Pièces pour orchestre op. 16 de Schönberg avec l'Orchestre de la Suisse romande, puis en 1949, la Suite op. 29 avec un ensemble de musiciens parisiens. En novembre de la même année, il dirige la création française d'Erwartung (L'Attente) de Schönberg. Il fonde en 1961 Les grands Concerts de la Sorbonne, association confrontant la musique de  ses élèves à celle des grands maîtres du XXe siècle. À Paris, parmi ses étudiants, on comptera György Kurtág, Jacqueline Fontyn, Girolamo Arrigo, Luis de Pablo, Sylvano Bussotti, Gérard Condé, Nicolas Errèra,  Ahmed Essyad, Félix Ibarrondo, Eugene Kurtz, Jorge Arriagada, Kyriakos Sfetsas, Raymond Vaillant, Donald Harris, Sylvia Hallett, Philippe Manoury, Patrick Marcland, Nicholas Maw, Yves-Marie Pasquet, Colette Bailly, Amaury du Closel, ainsi que le chef d'orchestre Alexandre Myrat et le critique musical Heinz-Klaus Metzger.

## Ses œuvres
- Liliom, musique de scène pour la pièce éponyme de Ferenc Molnár
- Schach, pour chœur et orchestre de chambre (1923)
- Symphonie cinématographique en cinq mouvements pour le film allemand Le Trésor (Der Schatz) de Georg Wilhelm Pabst, 1923
- La Rue sans Joie (Die freudlose Gasse), musique pour le film éponyme de Georg Wilhelm Pabst, 1925 (partition disparue)
- Trois mélodies pour chant (voix grave) et piano, dédiée à Germaine Gien-Belugou (1937)
- Sept devises de Leonardo da Vinci pour choeur d'hommes et piano (1943)
- La Fuite, musique de scène pour la pièce de Tristan Tzara (1945-1946)
- Ménandre, musique de scène pour la pièce de Térence (1946)
- Prière pour nous autres charnels symphonie chorale sur un texte de Charles Péguy
- Apothéose, opéra de 1972